# Die Fragmente der Vorsokratiker
Die Fragmente der Vorsokratiker (I frammenti dei presocratici) è un'opera filologica concepita come raccolta definitiva di tutti i testi superstiti relativi ai filosofi greci che praticarono la filosofia prima dell'avvento di Socrate (detti "presocratici" a partire dalla Allgemeine Geschichte der Philosophie del filosofo tedesco Johann Augustus Eberhard): si tratta di testimonianze frammentarie e indirette sulla vita, sul pensiero e sulla dottrina dei filosofi e, laddove esistenti, di frammenti pervenuti in maniera diretta dall'autore.

## Paternità dell'opera
La prima edizione dell'opera fu pubblicata nel 1903, per mano del filologo classico Hermann Diels (1848-1922). Il lavoro di Diels fu continuato dal filologo Walther Kranz (1884-1960) che curò la quinta edizione dei Frammenti, negli anni 1934-1937, e la sesta, negli anni 1951-1952.
La paternità è oggi attribuita a entrambi gli autori: nelle citazioni, è usuale riferirsi all'opera, in maniera abbreviata, come Diels-Kranz, o, in forma ancor più abbreviata, come DK, a cui si fa seguire una sequenza alfanumerica che identifica il frammento.

## Classificazione dei frammenti
I frammenti, pervenuti attraverso fonti indirette, sono stati ricostruiti grazie al lavoro filologico dei curatori dell'opera. La classificazione dei frammenti prevede l'utilizzo di un identificativo alfanumerico in cui il primo numero identifica l'autore (ad esempio, 13 corrisponde ad Anassimene). Ogni identificativo comprende una lettera:
A significa che il testo contiene delle testimonianze sulla vita e sull'opera dell'autore stesso, provenienti da documenti dossografici antichi;
B significa che il testo è una citazione diretta (autentica, dubbia, o spuria).
Infine, l'altro numero segnala semplicemente l'ordine, spesso arbitrario, delle testimonianze (A) o frammenti (B).
Ci sono anche testi contrassegnati dalla lettera C, che segnala le imitazioni, cioè quando un autore scrive qualcosa di simile a ciò che ha scritto un altro: per esempio Euripide, nell’Eracle, scrive qualcosa sugli dei molto simile a ciò che dice Senofane.
La citazione usuale prevede, pertanto, l'indicazione dell'opera (per esteso o in forma abbreviata), seguita dall'identificativo dell'autore, dalla sezione (A, B o C) e dal numero del frammento. Ad esempio, un riferimento come "DK 13 B 2" va decodificato come segue:
- "13": Anassimene
- "B": citazione diretta
- "2": numero del frammento

L'esegesi attenta dei frammenti ha fatto sorgere seri dubbi sulla precisione e sulla validità della differenziazione operata in base alle lettere A, B e C. Nonostante tali limiti, l'opera rimane comunque uno dei principali prodotti della filologia classica del XX secolo e un riferimento imprescindibile per lo studio della filosofia greca.

## Edizioni
- 1ª edizione (Hermann Diels), 1903. Vol. unico.
- 2ª edizione (Hermann Diels), 2 voll. 1906-1910. Vol. 1, Vol. 2.i, Vol. 2.ii.
- 3ª edizione (Hermann Diels), 3 voll. 1912-1922. Vol. 1, Vol. 2.
- 4ª edizione (Walther Kranz), 3 voll. 1922. Vol. 2, Vol. 3.
- 5ª edizione (Walther Kranz), 3 voll. 1934-1937.
- 6ª edizione, 3 voll. 1951-1952 (la 6ª edizione è una riproduzione fotografica della 5ª, con l'aggiunta di un'appendice di Walther Kranz).
  - Ristampa (7ª-12ª edizione), 1954-1966.
  - Ristampa 2004-2005, ISBN 3-615-12200-3.

### Traduzioni italiane
- Quintino Cataudella, I frammenti dei presocratici, Cedam, Bologna, 1958.
- Gabriele Giannantoni, I presocratici. Testimonianze e frammenti, Laterza, Napoli-Bari, 2004, ISBN 978-88-420-1933-6
- Giovanni Reale (a cura di), I presocratici. Prima traduzione integrale con testi originali a fronte delle testimonianze e dei frammenti di Hermann Diels e Walther Kranz, Bompiani, Milano, 2006.
- Alessandro Lami, I presocratici. Testimonianze e frammenti da Talete ad Empedocle. Rizzoli (BUR), Milano, 1991, ISBN ISBN 978-88-17-16762-8